# Bahnhof Shin-Chitose Kūkō
Der Bahnhof Shin-Chitose Kūkō (jap. 新千歳空港駅, Shin-Chitose-kūkō-eki) ist ein Bahnhof auf der japanischen Insel Hokkaidō. Er befindet sich in der Unterpräfektur Ishikari auf dem Gebiet der Stadt Chitose und erschließt den Flughafen Neu-Chitose (Shin-Chitose-kūkō).

## Beschreibung
Der Flughafenbahnhof ist ein unterirdischer Kopfbahnhof am Ende einer 2,6 km langen, eingleisigen und überwiegend im Tunnel verlaufenden Zweigstrecke der Chitose-Linie. Sie wird von der Gesellschaft JR Hokkaido betrieben und zweigt nahe dem Bahnhof Minami-Chitose ab. Der zweigleisige Bahnhof liegt direkt unter dem Terminal für Inlandflüge und besitzt einen Mittelbahnsteig.
Mit Ausnahme einiger weniger Regionalzüge am frühen Morgen werden den ganzen Tag über Schnellzüge mit der Bezeichnung Airport Liner angeboten. Sie verkehren im 15-Minuten-Takt zum Bahnhof Sapporo; jeder zweite Zug fährt weiter nach Teine und Otaru. Ziele im Süden und Osten Hokkaidōs sind mit Umsteigen in Minami-Chitose erreichbar.
Im Fiskaljahr 2014 wurden durchschnittlich 14.085 Fahrgäste pro Tag gezählt, womit der Flughafenbahnhof Neu-Chitose der am viertmeisten frequentierte Bahnhof von JR Hokkaido ist.

## Bilder

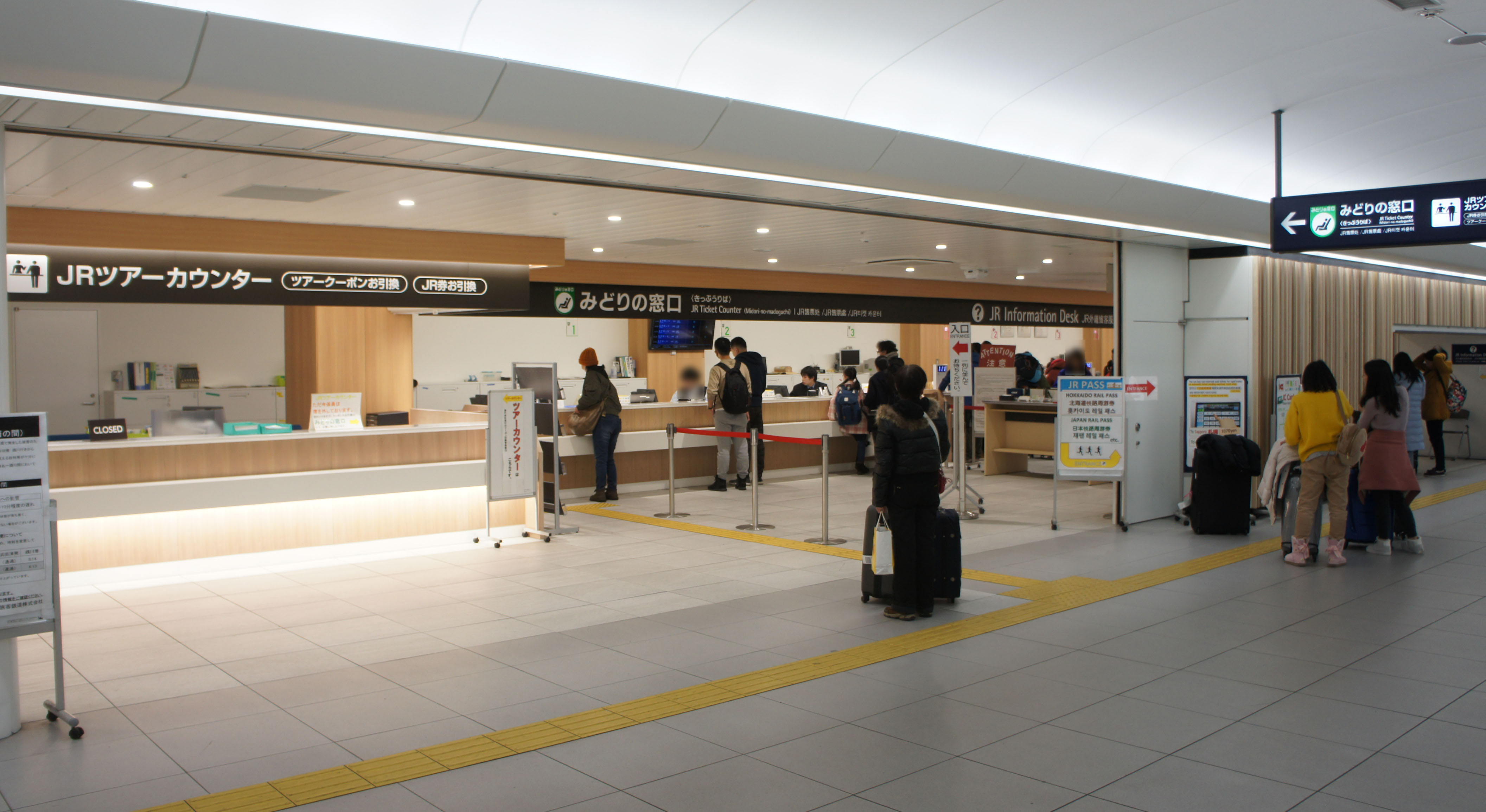
Verkaufsschalter
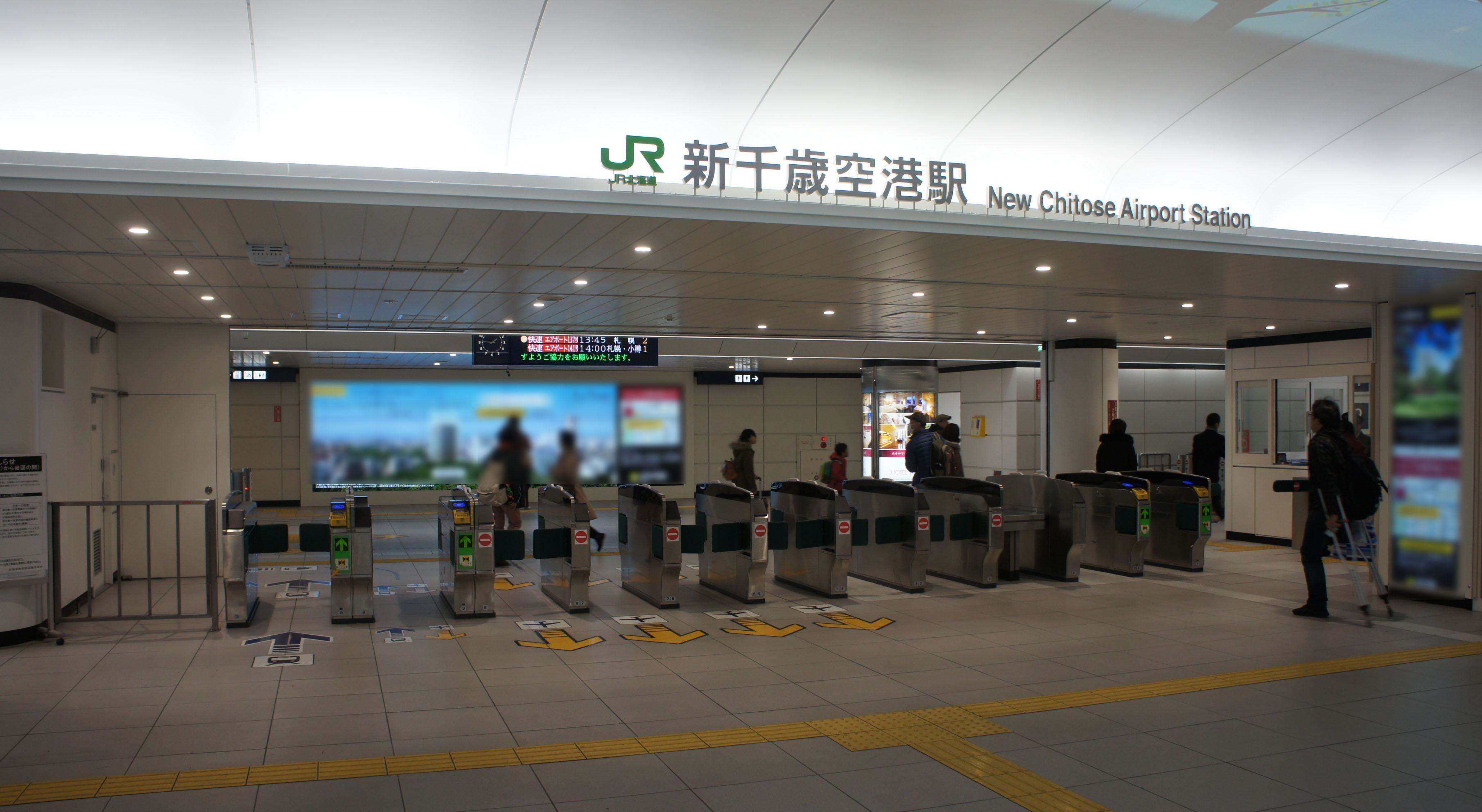
Bahnsteigsperren
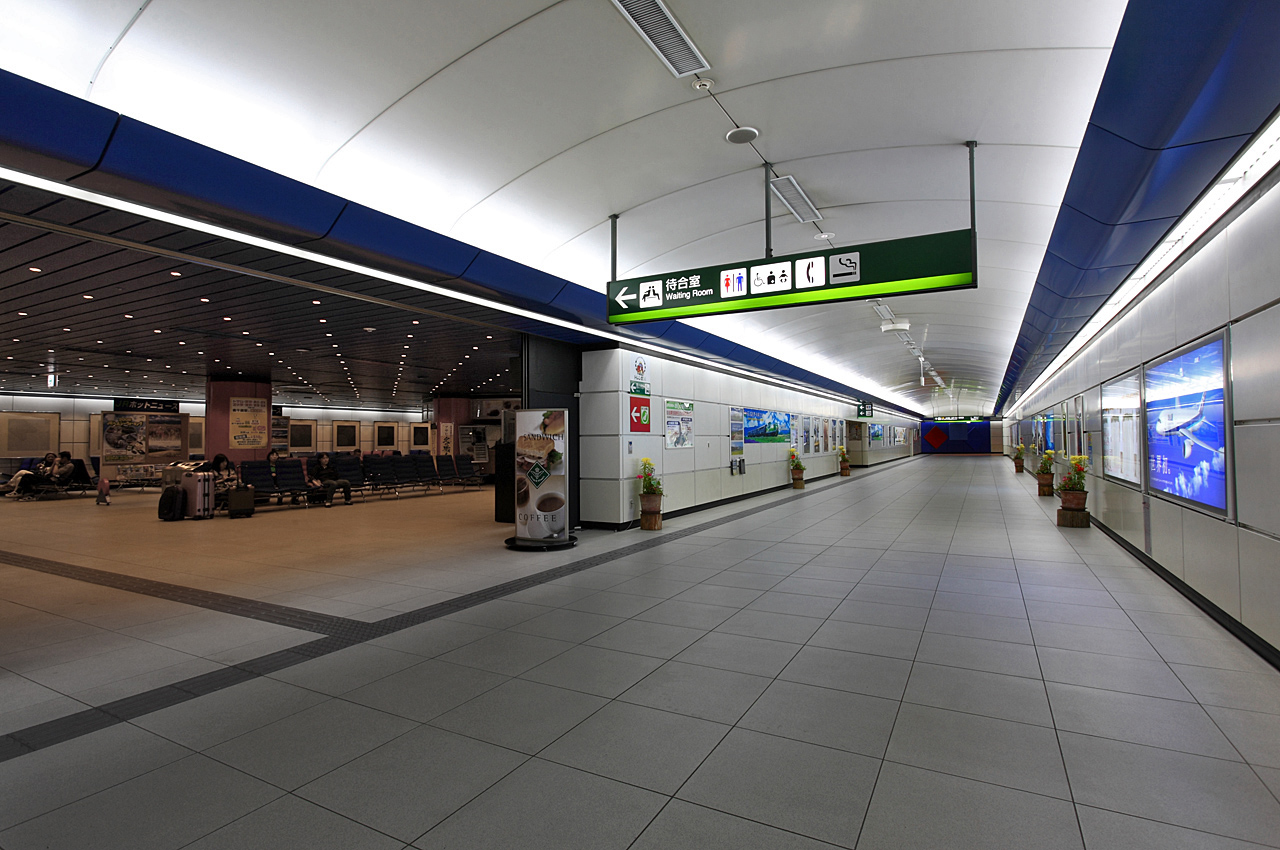
Wartesaal
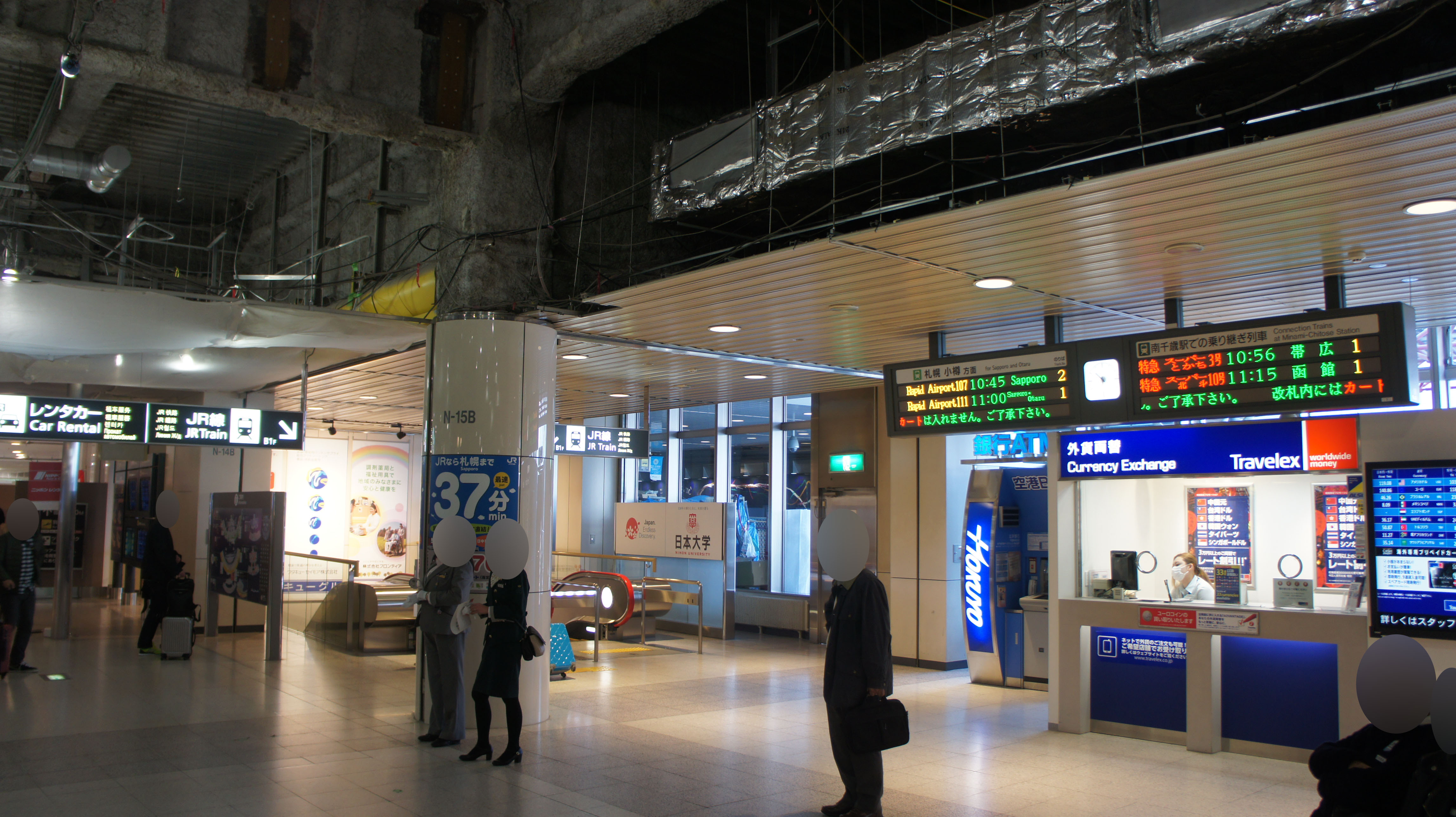
Haupthalle
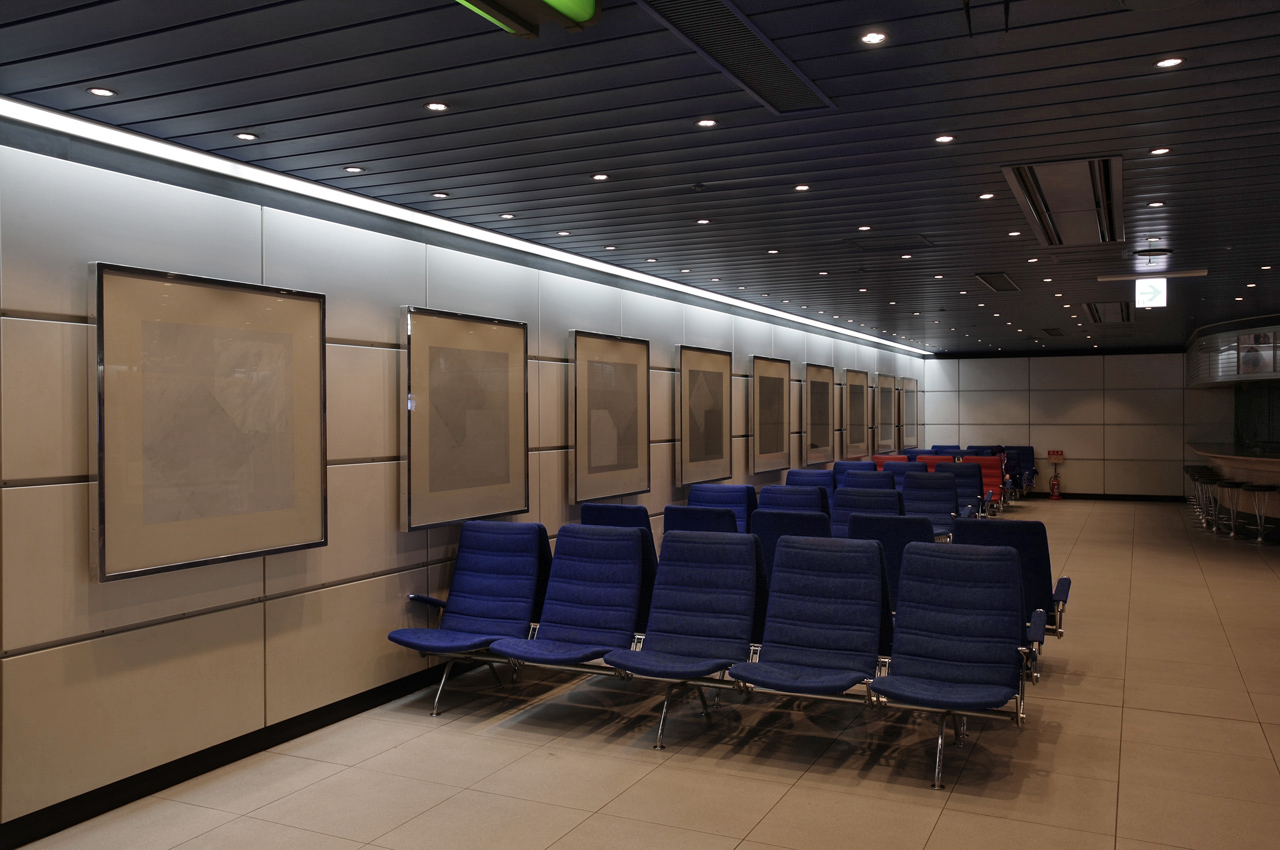
Beleuchtung und Stühle im Wartesaal vor der Renovierung (Juli 2008)

## Linien
| Verlauf der Chitose-Linie |
| --- |
| Sapporo • Naebo • Shiroishi • Heiwa • Shin-Sapporo • Kami-Nopporo • Kita-Hiroshima • Shimamatsu • Megumino • Eniwa • Sapporo Beer Teien • Osatsu • Chitose • Minami-Chitose • Bibi • Uenae • Numanohata Flughafen-Zweigstrecke: Minami-Chitose • Shin-Chitose Kūkō |

## Geschichte
1991 ersetzte der Flughafen Neu-Chitose den alten Flughafen Chitose, der heute als JASDF-Luftwaffenbasis genutzt wird. Zur Anbindung des Neubaus an das bestehende Schienennetz entstand eine Zweigstrecke ab Minami-Chitose. Im Oktober 1990 schloss JR Hokkaido einen Kooperationsvertrag mit den Dänischen Staatsbahnen (DSB), die daraufhin die Innenraumgestaltung des unterirdischen Flughafenbahnhofs übernahmen. Das Design fand derart viel Anklang, dass die DSB daraufhin weitere Bahnhöfe auf Hokkaidō gestalteten. Den Bau des Flughafenzubringers finanzierte die japanische Regierung. Die Eröffnung des Bahnhofs erfolgte am 1. Juli 1992. Zwei Jahre später wurden die DSB und Yasui Architects and Engineering für die Gestaltung der Bahnsteigsperren mit dem Brunel Award ausgezeichnet.